# Filary Unii Europejskiej
Trzy filary UE (model świątyni) – ustanowione zostały poprzez Traktat z Maastricht, podpisany 7 lutego 1992 roku. Integracja krajów, które podpisały Traktat z Maastricht: Belgia, Dania, Francja, Grecja, Hiszpania, Holandia, Irlandia, Luksemburg, Niemcy, Portugalia, Wielka Brytania, Włochy przebiegała w obrębie trzech filarów:
- Filar I – Wspólnota Europejska (unia gospodarcza) – wspólny rynek, wspólna polityka rolna i strukturalna, unia walutowa i rozwój regionów
- Filar II – Wspólna polityka zagraniczna i bezpieczeństwa (unia polityczna) – UE w stosunkach zewnętrznych występuje jako jeden podmiot
- Filar III – Współpraca policyjna i sądowa w sprawach karnych (unia policyjno-sądownicza) – wspólne rozwiązywanie problemów imigracji, przestępczości zorganizowanej, terroryzmu i patologii społecznej.

Wszystkie państwa wstępujące do UE zobowiązane były w pełni zaakceptować trzy filary.
Od wejścia w życie traktatu lizbońskiego podział Unii Europejskiej na filary został zniesiony.